# Новодворський Андрій Осипович
Андрій Новодворський (псевдонім Осипович) (1853—1882) — письменник, белетрист. 

## Життєпис
Народився 1853 році  у зубожілій польській шляхетській сім'ї в Київській губернії у правобережній Україні. 
Новодворському було 13 років, коли помер батько, на нього ліг обов'язок підтримувати матір та сестер. Він навчався в той час в Немирівській гімназії, яку скінчив 1870.
Новодворському доводилося на «кондиціях» жити  вкрай убогих та принизливих умовах; це підірвало здоров'я. У 1870-х Новодворський деякий час слухав лекції на математичному факультеті Київського університету, потім переїхав до Санкт-Петербургу та 1877 дебютував в «Вітчизняних записках» повістю «Епізод з життя ні пави, ні ворони», за якою були й інші кілька повістей - «Кар'єра», «Тітонька», «Сувенір», «Роман», «Мрійники», «Історія», «Напередодні» (у «Вітчизняних записках», «Слові» і «Новому огляді»). 
1881 — відкрилася швидкоплинні сухоти . Коштом літературного фонду його відправили до Ніцци, де він помер у квітні 1882. 
Тільки через 15 років після його смерті,  1897, його повісті, розкидані по старих журналах, та ще таким, які були заборонені до видачі з бібліотек, були видані окремо (Санкт-Петербург, 1897). При цьому був час, коли «Епізод з життя ні пави, ні ворони» користувався надзвичайною популярністю, і навіть Михаїл Щедрін ставив Новодворського вище за відомого серед московитів Всеволода Гаршина. 
Несприятливі умови, у які поставила Новодворського доля, відбилися на його творах. Бажання відобразити той настрій, яким було охоплено покоління кінця 1870-х років, призвело до того, що всі твори Новодворського зіткані з алегорій та натяків. 